# Stan Brenders
Vous pouvez aider à l'améliorer ou bien discuter des problèmes sur sa page de discussion.
- Certaines informations devraient être mieux reliées aux sources mentionnées dans la bibliographie ou les liens externes. Améliorez sa vérifiabilité en les associant par des références. (Marqué depuis décembre 2021)
- Son texte doit être wikifié : il ne correspond pas à la mise en forme Wikipédia (style, typographie, liens internes, liens entre les wikis, etc.). (Marqué depuis décembre 2021)
- La traduction doit être revue. Le contenu est difficilement compréhensible à cause d’erreurs de traduction, peut-être dues à l’utilisation d’un logiciel de traduction automatique. (Marqué depuis décembre 2021)

Stan Brenders, né le 31 mai 1904 à Bruxelles et mort le 1er juin 1969 dans la même ville, est un pianiste de jazz, compositeur et chef d’orchestre belge, qui a fondé le premier orchestre de radio jazz belge en tant que l'une des toutes premières figures marquante ainsi qu'un pionnier de ce genre musical en Belgique,.

## Biographie

### Début de carrière
Stan Brenders est le fils d’un propriétaire de café dans le quartier des Marolles à Bruxelles. Il étudie au Conservatoire de Bruxelles et remporte plusieurs prix en tant que pianiste. Très tôt, il est influencé par le jazz de la Nouvelle-Orléans. Il fait partie de Charles Remue & The New Stompers lorsque cet orchestre réalise le premier enregistrement de jazz belge pour le label Edison Bell en 1927. Dans cet orchestre ont également joué le batteur Harry Belein et le saxophoniste et clarinettiste Gaston Frédéric. Il est également présent au premier festival de jazz belge en 1926. Après son passage chez Remue, Brenders dirigera son propre groupe. En 1930, sa collaboration avec l’orchestre symphonique de l'Institut national de radiodiffusion, (abrégé INR) commence et Brenders abandonne son emploi dans une usine de parapluies. À la demande de l'INR, il forme un orchestre de jazz, en recueillant les musiciens de jazz belges de l’époque, dont John Ouwerx et son ancien patron, Charles Remue. La toute première émission de radio a lieu le 19 janvier 1936. En outre, le groupe joue également pour les stations de radio étrangères Hilversum et BBC. Il signe par la suite un contrat pour des enregistrements avec His Master’s Voice.

### Seconde Guerre mondiale
En 1939, une compétition entre groupes musicaux a lieu lors d'un concert d’échange avec le célèbre groupe néerlandais The Ramblers et l’orchestre de Stan Brenders. Les néerlandais viennent jouer à l'INR basé à Flagey, tandis que les belges vont au VARA à Hilversum. Brenders, qui joue des chansons swing, remporte le tournoi.
Peu après l’invasion allemande en mai 1940, les forces d’occupation prennent le contrôle de l'INR. Dès lors, Radio Bruxelles est utilisé comme outil de propagande dans lequel les reportages, les programmes ou les commentaires sont parsemés de vues antisémites, anti-communistes et pro-allemandes. Malgré de nombreux licenciements de journalistes, Brenders reste programmé à la radio. Dès lors, il peut faire des tournées en Europe et travailler sur ses propres composition de jazz, indépendamment des influences anglo-saxonnes. Afin d’échapper au Service du travail obligatoire, Stan accepte de jouer pour l’occupant dans des salles et pour Deutschlandfunk. Fin 1940, Stan Brenders réussit à réaliser ses premiers enregistrements pour le disque berlinois Telefunken, avec des tubes allemands dans un arrangement moderne, en réalisant un certain nombre de morceaux tels que Fascination, Yes and No, When you think it’s time ou, en 1941 There’ll Be Some Changes Made. Sa composition I Envy devient un succès mondial lorsque Nat King Cole enregistre la chanson. Jusqu'à la déclaration de guerre de l'Allemagne contre l'Amérique le 8 décembre 1941, Brenders peut enregistrer deux titres américains, Well All Right et And The Angels Sing, car ce pays n'est pas encore considéré comme hostile.
Le 8 mai 1942, le point culminant de sa carrière arrive lorsque son groupe accompagne le guitariste Django Reinhardt avec ceux de Fud Candrix à Bruxelles et enregistre avec lui pour le label allemand Rythme. Comme ses collègues allemands, il invente également des titres fantastiques pour des pièces interdites, et parfois même les enregistre sur disques, par exemple en mai 1942 avec Bal du Rythme avec le clarinettiste Français Hubert Rostaing. Il réussit à tricher en interprétant diverses pièces de swing, à travers à la censure, avec des annonces qui confondent les censeurs comme Sept, et avec une combinaison avec onze pour la vraie chanson Seven Come Eleven, connue par les orchestres américains de Benny Goodman, Teddy Wilson ou Red Norvo.
Le 23 mars 1944, Brenders et son groupe jouent au Coliseum de Charleroi. Peu de temps après la libération, la nouvelle direction de l'INR décide d'épurer de ses services ceux qui ont collaboré avec l’occupant. Brenders est convaincu du fait qu'il reste à l'abri de ces répressions mais le jury n’oublie pas que sa musique a été diffusée à la radio avec la propagande allemande : il est donc licencié en raison de son incivisme présumé. Dès lors, il risque une condamnation. Mais il s’avère que Brenders a soutenu la résistance financièrement et avec intelligence. Les témoignages en sa faveur s’accumulent et, en mars 1945, son dossier est finalement classé sans conséquence.

### Fin de vie
Bien que lavé de tout soupçon de collusion avec l'occupant, son nom reste constamment associé à la collaboration, ce qui finit par briser sa carrière. Pendant plus d'une décennie, il se bat pour prouver sa bonne foi ainsi que pour avoir le droit de revenir à la radio. Bien qu'acquitté en 1955, cette décision ne modifie pas l’opinion publique. Anéanti par la mort prématurée de son fils, il renonce finalement à son projet de retour à la radio. 
Après 1953, il joue du piano dans son bar L’Archiduc dans le centre-ville bruxellois, un lieu qui existe toujours et offre une scène pour le jazz live. Stan Brenders décède finalement à l’âge de 65 ans.

## Postérité
Stan Brenders apparait comme personnage dans le roman Trouble de Jeroen Olyslaegers.

## Discographie
- Stan Brenders et son orchestre : Modern Tempo.
- La danse swing est interdite ! Swing en Belgique et en France.
- La danse swing interdite !: Musique swing et propagande nazie.
- La Quintessence : Paris-Bruxelles 1934-1943.

## Documentaire
- Manneken Swing écrit par David Reroy et réalisé par Julien Bechara en 2015[7],[8],[9].